# Der Todesrächer von Soho
Pour plus de détails, voir Fiche technique et Distribution.
Der Todesrächer von Soho (en allemand) ou El muerto hace las maletas (en espagnol) (en français, « le vengeur de la Mort de Soho ») est un film germano-espagnol réalisé par Jesús Franco sorti en 1972.

## Synopsis
Une série de meurtres secoue Londres : Après que la victime ait fait ses valises, le meurtrier le tue d'un lancer de couteau précis. Mais lors du troisième meurtre, l'inspecteur Redford et son ami, l'écrivain de polars Charles Barton, remarquent quelque chose : La valise a été volée après l'assassinat.
D'après les photos de la scène du crime prises par Pickwick, on suspecte le Dr. Bladmore d'être le voleur. L'inspecteur consulte son cabinet. Le médecin joue l'amnésie. Helen, son assistante, trouve plus tard la valise et découvre des ampoules de mescaline. Entre-temps, un quatrième meurtre a lieu, une fois de plus le Dr. Bladmore est sur la scène du crime. Lorsque l'inspecteur Redford veut voir le médecin, celui-ci a disparu et son appartement a pris feu.
Pendant ce temps, Charles Barton rencontre Celia et Roger, les propriétaires du Flamingo-Club, et affirme qu'il y a de la mescaline dans le club. Ils le jettent dans la Tamise, Barton s'en sort et se fait passer ensuite pour Bennett Reeds (le mari prétendument mort de Helen).
Le Dr. Bladmore, devenu Lord Cronsdale dans son château, est le chef de la bande du Flamingo. Il a enlevé Helen. Mais Bennett Reeds parvient à la libérer et tue Bladmore et son gang.
Bennett Reeds était en fait un agent du FBI coupable de trafic de drogues. À sa sortie de prison, il a pris l'identité d'une personne qui venait de décéder, Charles Barton. Avec Patakes, un lanceur de couteaux, il prend sa revanche sur ceux qui ont détruit sa vie avec la mescaline. Ils sont finalement abattus par l'inspecteur Redford.

## Fiche technique
- Titre allemand : Der Todesrächer von Soho
- Titre espagnol : El muerto hace las maletas
- Réalisation : Jesús Franco (sous le nom de « Jess Franck »)
- Scénario : Jess Franck et Artur Brauner (sous le nom de « Art Berndt ») d'après le roman Ne pas tamponner (Death Packs a Suitcase) de Bryan Edgar Wallace[1])
- Production : Artur Brauner et Arturo Marcos
- Musique : Rolf Kühn
- Photographie : Manuel Merino (de)
- Montage : Renate Engelmann et María Luisa Soriano
- Décors : Hans-Jürgen Kiebach
- Sociétés de production : CCC-Film, Fénix Cooperativa Cinematográfica
- Société de distribution : Constantin Film, Alianza Cinematográfica Española
- Pays d'origine :  Allemagne de l'Ouest /  Espagne
- Langue : allemand, espagnol
- Format : Couleurs - 1,66:1 - Mono - 35 mm
- Genre : Policier
- Durée : 81 minutes
- Dates de sortie :
  -  Allemagne de l'Ouest : 9 novembre 1972
  -  Autriche : 9 décembre 1972
  -  Espagne : 9 juillet 1973

## Distribution
- Horst Tappert : Charles Barton (alias Bennett Reeds)
- Fred Williams : l'inspecteur Rupert Redford
- Siegfried Schürenberg : Dr. Bladmore (alias Lord Cronsdale)
- Elisa Montés : Helen
- Barbara Rütting : Celia
- Moisés Augusto Rocha : Roger
- Luis Morris (es) : Percy Pickwick, le photographe
- Ángel Menéndez : le chef de la police
- Andrés Monales : Patakes l'aveugle
- Wolfgang Kieling : Ferencz
- Rainer Basedow : Sergent McDowell
- Dan van Husen : Kronstel, le chauffeur de la pâtisserie
- Eva Garden : Linda, la nièce de Lord Cronsdale
- Mara Laso : Milly
- Jess Franco : Mr. Gonzales

## Source de traduction
- (de) Cet article est partiellement ou en totalité issu de l’article de Wikipédia en allemand intitulé « Der Todesrächer von Soho » (voir la liste des auteurs).